# Арсенин, Василий Яковлевич
Василий Яковлевич Арсенин (24 апреля 1915, Еросимово, Клинский уезд, Московская губерния, Российская империя — 20 апреля 1990, Москва, Советский Союз) — советский математик, доктор физико-математических наук (18 декабря 1970), профессор, член-корреспондент АН СССР, лауреат Государственной премии СССР в области техники (1984).

## Биография
В 1940 служил в РККА. В 1942-1946 работал в группе математиков в Народном комиссариате военно-морского флота СССР, утверждён в звании старшего научного сотрудника 30 октября 1943. С середины 1945 начал преподавать в МВТУ имени Н. Э. Баумана, но уже с 1946 преподаёт на кафедре Московского механического института, со 2 марта того же года — доцент. При этом одновременно работал в Математическом институте. Некоторое время сотрудничал в области работ по теории множеств) с А. А. Ляпуновым. С 1957 и до конца жизни основным местом работы стал Институт прикладной математики, но в МИФИ продолжал всё это время работать по совместительству.

## Публикации
- Арсенин В. Я. Математическая физика. Основные уравнения и специальные функции. 1966.
- Арсенин В. Я. Подавление неустойчивости плазмы обратными связями. М., 1972.[7]
- Тихонов А. Н., Арсенин В. Я. Методы решения некорректных задач. 1974.[8]